# Bella Unión
Bella Unión ist eine Stadt im Nordwesten Uruguays.

## Geographie
Sie liegt auf dem Gebiet des Departamento Artigas im Dreiländereck an der Grenze zu Argentinien und Brasilien am östlichen Ufer des Río Uruguay. Letzterer fließt dort mit dem Río Cuareim zusammen. Gegenüber von Bella Unión befindet sich die argentinischen Stadt Monte Caseros. Zum Stadtgebiet wird aus uruguayischer Sicht auch die Flussinsel Isla Brasilera gerechnet, deren staatliche Zugehörigkeit mit Brasilien umstritten ist.

## Geschichte
Bella Unión wurde 1829 durch den General José Fructuoso Rivera gegründet. Am 15. Oktober 1963 erfolgte durch das Gesetz Nr. 13.180 die Einstufung Bella Unións in die Kategorie „Ciudad“.

## Einwohner
Die Stadt hat 12.200 Einwohner, davon sind 5.984 Männer und 6.216 Frauen (Stand: 2011). Mehr als die Hälfte der Einwohner sind jünger als 25 Jahre.
| Jahr | Einwohner |
| ---- | --------- |
| 1963 | 4.937     |
| 1975 | 7.778     |
| 1985 | 12.238    |
| 1996 | 13.537    |
| 2004 | 13.187    |
| 2011 | 12.200    |

Quelle: Instituto Nacional de Estadística de Uruguay

## Infrastruktur

### Bildung
Bella Unión verfügt über zwei weiterführende Schulen (Liceo). Dies sind das 1944 gegründete, im Barrio Centro gelegene Liceo Nº 1 de Bella Unión und das Liceo Nº 2 de Bella Unión (Gründungsjahr 2000) im Stadtteil Tres Fronteras.

### Wirtschaft
Wichtigste in der Umgebung von Bella Unión hergestellte Produkte sind Zuckerrohr, Gemüse und Reis. Zudem wird Weinanbau betrieben. In einem Complejo Agroenergético stellt ALUR Zucker und Bioethanol her.

## Stadtverwaltung
Bürgermeister (Alcalde) von Bella Unión ist William Cresseri.

## Söhne und Töchter der Stadt
- Nicolás Arbiza (* 1992), Fußballspieler
- Jesús Moraes (* 1955), Schriftsteller
- Yefferson Moreira (* 1991), Fußballspieler
- Yeferson Quintana (* 1996), Fußballspieler